# 亲爱的月球
親愛的月球（英語：dearMoon project）是一個已取消的月球旅遊任務和藝術項目，由日本億萬富翁前澤友作構思和資助。它將利用SpaceX星艦進行民營航天飛行，圍繞月球飛行一個環月軌道。乘員將是前澤和其他八名平民，可能還有一到兩名機組成員。該項目於2018年9月公佈，計劃於2024年第四季度發射。項目的目標是讓八名乘員與前澤一起免費圍繞月球進行為期六天的旅遊。前澤預計，太空旅遊的經歷將激發隨行乘客的創作熱情。這些藝術品將在返回地球後的一段時間內展出，以幫助促進世界各地的和平。
前澤曾在2017年與SpaceX簽訂合約，要求乘坐由獵鷹重型運載火箭發射的更小的天龍號太空船2號進行繞月飛行，該飛船將只搭載兩名乘客。根據SpaceX在2018年初的公告，鑑於星艦的發展，獵鷹重型载人航天认证計劃被擱置。
2024年6月1日，dearMoon在X上的官方账号宣布该任务取消。

## 歷史
2017年2月27日，SpaceX宣布他們計劃讓兩名太空遊客在自由返回的軌道上圍繞月球飛行，現在已知的是億萬富翁前澤友作，以及他的一位朋友。這項任務於2018年底發射，計劃使用已經根據合約為美國太空總署的商業乘員計劃開發的天龍號太空船2號，通過獵鷹重型運載火箭發射。除了作為公司的收入來源，任何任務都將作為SpaceX公司進一步殖民火星計劃的技術發展。
在2017年宣布的時候，天龍號太空船2號仍在開發中，獵鷹重型運載火箭也還尚未啟用。行業分析師指出，SpaceX提出的時間表可能過於雄心勃勃，因為預計該太空艙需要進行修改，以處理擬議的月球飛行和其主要用於向地球軌道上的空間站轉移人員之間的飛行曲線差異。
2018年2月，SpaceX宣布不再有計劃對獵鷹重型運載火箭進行載人航天認證，月球任務將由星艦（當時稱為BFR）進行飛行。2018年9月14日，SpaceX宣布之前簽約的乘員將在2023年乘坐星艦繞月飛行。星艦將有1,000立方公尺的加壓容積、大型公共區域、中央倉庫、廚房和一個太陽風暴庇護所。

## 乘員
該項目在2018年宣布，其初衷是將一組藝術家帶到月球。在這個最新發布的消息中，前澤徵集申請人以組成一個由來自世界各地的八人組成的團隊，進行為期一周的月球旅行。
2019年2月7日，親愛的月球YouTube頻道發布了一段影片，其中前澤與的導演達米恩·查澤雷和主演討論了該電影。在影片中，前澤正式邀請查澤雷和他一起參加他的親愛的月球項目，使查澤雷成為第一個被公開邀請前往的人。然而查澤雷回答說他必須考慮一下，並與他的妻子討論。2021年3月3日，前澤宣布將挑選8名公眾成員參加親愛的月球任務。2021年7月16日，前澤上傳了一段影片，說明已有100萬人報名，但仍然沒有關於誰贏得8個席位的消息。
2022年12月8日，宣布這次任務的成員，以及兩名候補成員。
主要乘員
| 岗位         | 乘員                                    | 乘員                                    |
| ------------ | --------------------------------------- | --------------------------------------- |
| 太空船指揮官 | 前澤友作 第二次飞行                     | 前澤友作 第二次飞行                     |
| 任務專員     | 史蒂夫·青木 第一次飞行                  | 史蒂夫·青木 第一次飞行                  |
| 任務專員     | 提姆·杜德 第一次飞行                    | 提姆·杜德 第一次飞行                    |
| 任務專員     | 耶米·A·D 第一次飞行                     | 耶米·A·D 第一次飞行                     |
| 任務專員     | 里安農·亞當 第一次飞行                  | 里安農·亞當 第一次飞行                  |
| 任務專員     | 卡里姆·伊利亞（Karim Iliya） 第一次飞行 | 卡里姆·伊利亞（Karim Iliya） 第一次飞行 |
| 任務專員     | 布蘭登·霍爾（Brendan Hall） 第一次飞行  | 布蘭登·霍爾（Brendan Hall） 第一次飞行  |
| 任務專員     | 德夫·喬希 第一次飞行                    | 德夫·喬希 第一次飞行                    |
| 任務專員     | 崔勝鉉 第一次飞行                       | 崔勝鉉 第一次飞行                       |

候補乘員
| 岗位     | 乘員                     | 乘員                     |
| -------- | ------------------------ | ------------------------ |
| 任務專員 | 凱特琳·法林頓 第一次飞行 | 凱特琳·法林頓 第一次飞行 |
| 任務專員 | MIYU 第一次飞行          | MIYU 第一次飞行          |

## 目標
親愛的月球項目的乘客將是前澤友作和其邀請的八位有成就的藝術家，他們將免費與他一起旅行。前澤預計這次飛行將激勵藝術家們創作新的藝術作品，這些作品將在他們返回地球後的一段時間內展出。他希望這個項目有助於促進全世界的和平。

## 任務簡介
項目原訂於2023年發射，環月任務預計需要6天時間來完成。1970年，阿波羅13號沿著類似的軌跡繞月飛行。美國太空總署的阿提米絲2號預計將按照類似的軌跡發射，將於2025年發射。

## 外部連結
- 官方网站